# Sant Pere de Montbrió del Camp
Sant Pere de Montbrió del Camp és l'església parroquial d'estil barroc de Montbrió del Camp (Baix Camp). Està protegida com a bé cultural d'interès local.

## Descripció
L'edifici és d'una nau amb capelles i ampli creuer cupulat. La nau és coberta amb volta de canó amb llunetes i les capelles amb volta de canó. El presbiteri és cobert per una volta de creueria amb tercelets. Conserva les petxines i la clau de la cúpula decorades amb pintures de l'època, d'un estil entre renaixentista i barroc.
La torre medieval, del segle xiv, seria adaptada i ampliada en altura com a campanar, amb finestres d'un sol ull a la part alta de cada façana.

## Història
Malgrat el lloc fou ocupat i repoblat des de la segona meitat del segle xii, no hi ha referències de l'església fins a final del segle xiii. Va esdevenir sufragània de la parròquia de Santa Maria de Cambrils, i al final del segle xv consta que depenia del rector de Cambrils. L'edifici actual fou acabat de construir el 1692.
Al seu interior es conserva una imatge mariana de talla policromada a l'altar de Sant Roc.